# Jaime Bayly

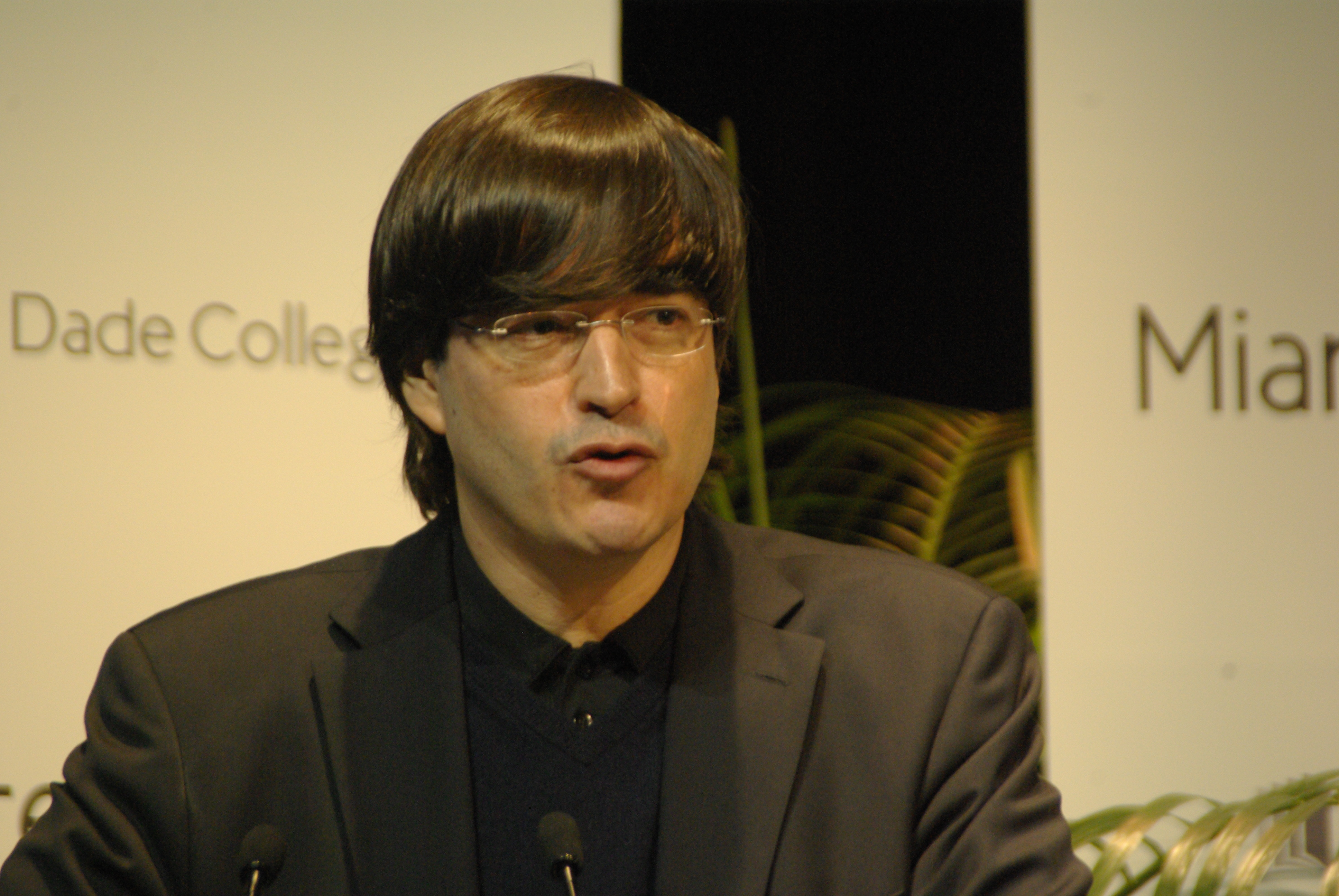
Jaime Bayly (2011)

Jaime Bayly Letts (* 19. Februar 1965 in Lima, Peru) ist ein peruanischer Fernsehmoderator und Schriftsteller. Er ist US-amerikanischer Staatsbürger.

## Leben
Bayly ist Sohn eines Bankers. Er brach sein Jurastudium an der Pontificia Universidad Católica del Perú ab und widmete sich dem Journalismus. Er arbeitete in Santo Domingo, Miami und Washington und hatte in Lima über einen längeren Zeitraum eigene Fernsehshows.
Sein erster Roman erschien 1994 in Barcelona im Verlag Seix Barral unter dem Titel No se lo digas a nadie (deutsch: Sag es keinem). Innerhalb von fünf Monaten erlebte das Werk sechs Auflagen und brachte Bayly in die Spitzengruppe spanischschreibender Schriftsteller. In deutscher Sprache erschien der Roman 1996 im Zürcher Ammann Verlag.
Die Handlung spielt in Lima, wo der Hauptheld Joaquín zur reichen Oberschicht gehört. Der vulgäre Vater schleppt ihn zum 15. Geburtstag ins Bordell und möchte aus ihm einen Macho machen. Die frömmelnde Mutter sieht ihn lieber als Engel und zukünftigen Priester. Joaquín fühlt sich zum eigenen Geschlecht hingezogen, kämpft aber gegen seine Neigung an und flüchtet sich in Beziehungen zu Frauen. Er endet fast als kokainschnupfender Stricher in Miami, bekommt sein Leben aber am Ende wieder in den Griff.
1996 veröffentlichte Bayly den Roman La noche es virgen, der bisher nicht in deutscher Übersetzung erschienen ist. Er wurde 1997 mit dem Premio Herralde de Novela ausgezeichnet.
Oftmals wird spekuliert, wie autobiografisch die Romane Jaime Baylys sind. Er selbst spielt mit diesen verschwommenen Grenzen zwischen Realität und Fiktion, nicht zuletzt durch seine provokante Art, im Fernsehen aufzutreten.
Er ist  mit der Schriftstellerin Silvia Núñez del Arco (* 1988) verheiratet und hat Kinder. In der Öffentlichkeit hat er selbst geäußert, dass er bisexuell sei.
Viele seiner Romane drehen sich um homosexuelle Protagonisten (so auch um Joaquín in Sag es keinem oder Gabriel in La noche es virgen), die im Kampf mit ihrer Homosexualität versuchen, ein schönes Leben in Lima zu führen bzw. aus diesem zu flüchten, um glücklich zu werden und gesellschaftlich akzeptiert zu sein. Dabei spielt das Spannungsfeld Lima vs. Miami eine große Rolle.
Seit 2001 ist Bayly in der Show El Francotirador (dt.: „Der Scharfschütze“ oder „Heckenschütze“) im peruanischen Fernsehen zu sehen. Die Show wurde erdacht, um die Präsidentschaftskandidaten zu den Wahlen im April 2001 zu Gast zu haben. Zwischen Humor und Ernst gelang es ihm, die verschiedenen Kandidaten nicht selten in die Ecke zu drängen, indem er dunkle Punkte in deren Vergangenheit ansprach. So lud er z. B. eine nicht anerkannte Tochter des Favoriten Alejandro Toledo (Präsident 2001–2006) und deren Mutter ein, was Toledo fast die Wahl kostete. Trotz seiner liberalen Haltung sprach er noch vor der Wahl öffentlich seine Präferenz für die konservative Kandidatin Lourdes Flores aus, weil diese aus seiner Sicht keine moralischen Bedenken aufweise.
Mitte 2001 wurde die Sendung abgesagt und erschien erst wieder Ende 2005, um ebenso die Kandidaten für die Wahlen im April 2006 zu interviewen. Zwar war die Sendung nicht mehr so bissig wie im Jahr 2001, doch Bayly griff den linksnationalistischen Kandidaten Ollanta Humala schwer an, vor allem wegen seiner Einstellung zu Juden, Homosexuellen und zur Demokratie. Humala weigert sich bis heute, wieder in der Sendung aufzutreten. Bayly kritisierte auch den Kandidaten Alan García (Präsident 1985–1990 und 2006–2011), der ebenso, trotz zahlreicher Einladungen, nie in der Sendung erschien. Auch diesmal gab er bekannt, er würde die Kandidatin Lourdes Flores wählen. Nach den Wahlen im Jahr 2006 befasste er sich, neben Gästen aus der Politik, auch mit zahlreichen prominenten Künstlern und Schauspielern. Die Sendung ist seitdem weniger stark politisch ausgerichtet.
Ende 2009 gab Bayly bekannt, er wolle bei den Präsidentschaftswahlen im April 2011 kandidieren. Seine liberale politische Agenda sollte die Einführung der Homoehe, Legalisierung der Abtreibung, Legalisierung des Drogenhandels, Umwandlung des Militärs in eine nationale Polizeikraft, um verstärkt in die Bildung investieren zu können, sowie eine drastische Reduktion der Ausgaben für die Legislative beinhalten. Die Kandidatur scheiterte aber an politischen Differenzen mit der von ihm favorisierten Partei.

## Werke
- 1994 – No se lo digas a nadie (1998 verfilmt durch Francisco Lombardi)
- 1995 – Fue ayer y no me acuerdo
- 1996 – Los últimos días de „La Prensa“
- 1997 – La noche es virgen (1997 Preisverleihung „Premio Herralde de Novelas“)
- 1999 – Yo amo a mi mami
- 2000 – Los amigos que perdí
- 2002 – La mujer de mi hermano (2004 verfilmt durch Ricardo de Montreuil und Stan Jakubowicz)
- 2004 – El huracán lleva tu nombre
- 2005 – Y de repente, un ángel
- In Alberto Fuguets Anthologie McOndo erscheint von Bayly die Kurzgeschichte Extrañando a Diego.
- 2008 – El Canalla Sentimental
- 2009 – El cojo y el loco